# Brug 1174
Brug 1174 is een bouwkundig kunstwerk in Amsterdam-Zuidoost.
Deze vaste brug is gelegd in het Gaasppark (op tekentafel), dat de naam Bijlmerweide kreeg. Dirk Sterenberg van de Dienst der Publieke Werken ontwierp voor dat park talloze voetbruggen die voornamelijk bestonden uit hout, slechts enkelen kregen betonnen brugpijlers. Echter enkele bruggen werden geheel van beton opgeleverd. Brug 1174 kreeg een gelijk ontwerp met brug 1130 en brug 1175. De gelijkenis is doorgevoerd in leuningen, balustraden, balusters en nummerplaatje en ook in de kijkgaten in de borstweringen. De meeste bruggen in het park zijn typische parkbruggetjes, maar brug 1774 is een uitzondering. Zij werd als verkeersbrug neergelegd over de inlaat van Gemaal Bijlmer Zandpad; haar ontleent het gemaal aan het Weesper Zandpad, waarop later de Provinciale weg 236 werd gelegd. Dat was een van de eerste gebouwtjes die in Zuidoost werden opgeleverd; het moest de wijk droog houden met een waterafvoer richting Weespertrekvaart. Burgemeester Arnold d'Ailly kwam in 1966 naar de zandvlakte die het toen was om de eerste paal voor dat gemaal te slaan.
De stevige paalfundering hield de brug op haar plaats (lees hoogte) terwijl de grond van het park inklonk; regelmatig moet daarom het talud vernieuwd worden, zodat voet- en fietspad op de brug blijven aansluiten. Daar waar de brugpijlers van andere bruggen in het park qua onderlinge afstand keurig verdeeld staan, zijn de twee stel brugpijlers hier in het midden van de watergang gesitueerd. Brug 1174 is dertig meter lang, aangevuld met borstweringen van vier meter lengte aan beide uiteinden. Twee maal tien liggers zorgen ervoor dat de brug circa vijf meter breed is. 

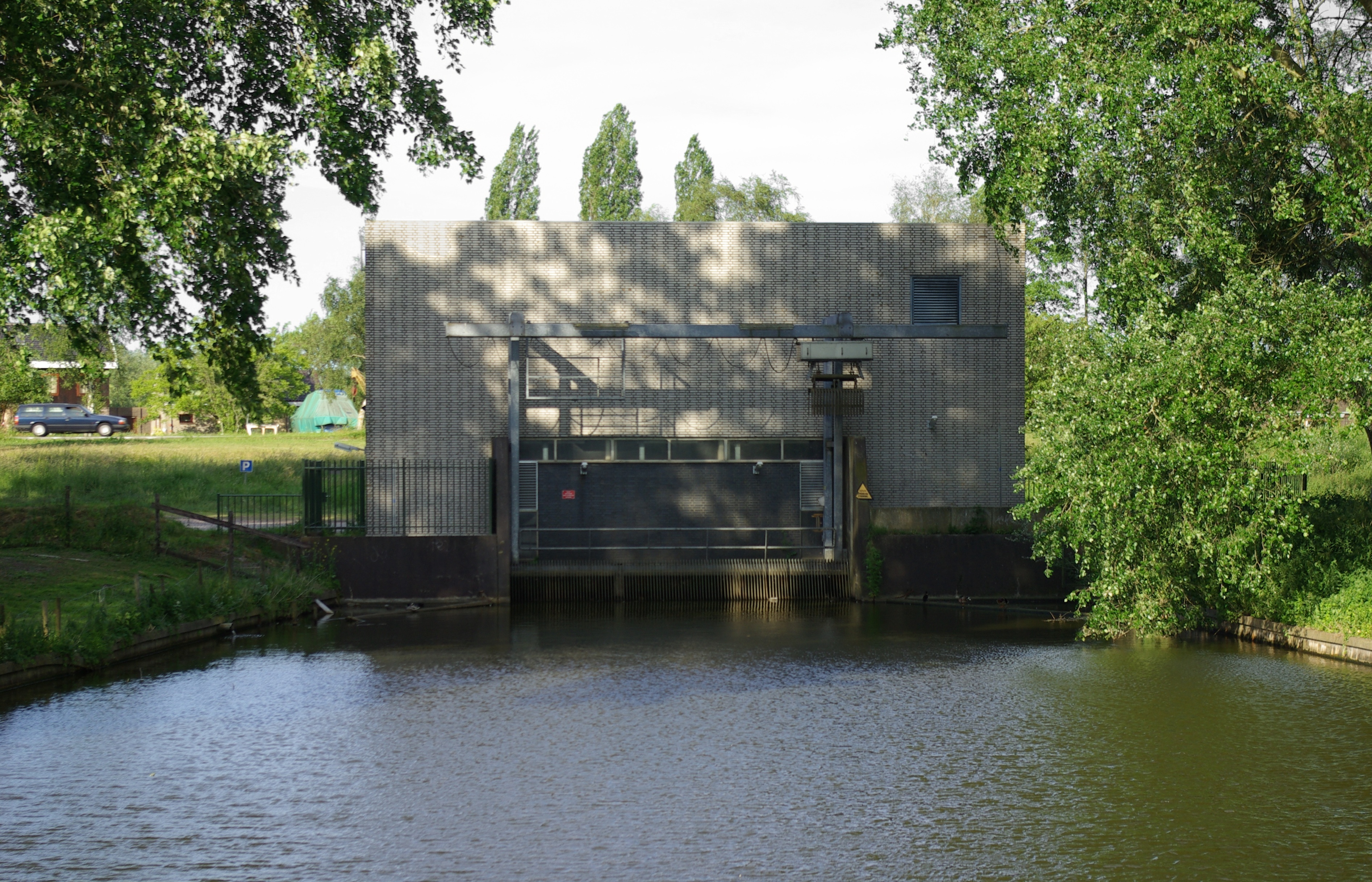
Gemaal Bijlmer (Zandpad) (juni 2011)

<<< · 1100 · 1101 · 1107 · 1008 · 1009 · 1110 · 1111 · 1119 · 1121 · 1122 · 1123 · 1124 · 1125 · 1126 · 1127 · 1128 · 1129 · 1130 · 1131 · 1132 · 1133 · 1134 · 1135 · 1139 · 1140 · 1141 · 1142 · 1143 · 1144 · 1145 · 1146 · 1148 · 1149 · 1150 · 1151 · 1152 · 1153 · 1154 · 1155 · 1156 · 1157 · 1159 · 1162 · 1163 · 1164 · 1165 · 1167 · 1170 · 1171 · 1172 · 1173 · 1174 · 1175 · 1176 · 1177 · 1179 · 1180 · 1181 · 1182 · 1183 · 1184 · 1186 · 1187 · 1188 · 1189 · 1190 · 1191 · 1192 · 1193 · 1194 · 1195 · 1196 · 1197 · 1198 · 1199 · >>>
Brugnummers 1102-1106 (gesloopt), 1112-1118 (gesloopt), 1120, 1136-1138, 1145, 1147, 1158 (onbekend), 1160, 1161, 1166, 1168, 1169, 1178 en 1185 (voetbrug Bijlmerweide bouw 1970, sloop 2015) zijn niet (meer) vergeven.